# Селец (водохранилище)
Селе́ц — водохранилище в Берёзовском районе Брестской области Республики Беларусь. Расположено в 7 км на северо-запад от города Берёза, возле деревни Селец, в пойме реки Ясельда.
Колебания уровня воды на протяжении года — 2,5 м.
Сооружено в 1985 году для водообеспечения рыбхоза «Селец», орошения почв и благоустройства прилегающих населённых пунктов.
Имеется земляная намывная плотина длиной 4,3 км с волноустойчивым верхним склоном. Длина оградительной дамбы — 13,9 км.
На берегу расположены деревни Берёзовского района
Частично входит в состав республиканского биологического заказника «Бусловка»